# Kamal Jumblatt
Kamal Jumblatt (in arabo كمال جنبلاط‎?, Kamāl Junbulāṭ; Mukhtara, 6 dicembre 1917 – Beirut, 16 marzo 1977) è stato un politico libanese, fondatore e presidente del Partito Socialista Progressista e leader del Movimento Nazionale Libanese.

## Biografia

### Gioventù
Kamal Jumblatt nacque a Mukhtara, capitale spirituale dei drusi in Libano, sita nelle montagne dello Shuf. La famiglia Jumblatt era una delle più importanti e prestigiose famiglie druse del paese. Suo padre, Fu'ad Jumblatt, direttore del distretto di Shuf, era stato assassinato il 6 agosto del 1921 e dopo la sua morte fu sua madre Nazira a impugnare il testimone della politica del marito, svolgendo un ruolo molto importante in Libano. Nel 1926 Jumblatt entrò in una scuola cristiana, dove completò gli studi elementari nel 1928. Al liceo, studiò arabo, francese, scienze e letteratura, conseguendo il diploma nel 1936. Ottenne un diploma in filosofia un anno più tardi, nel 1937.
Partì poi per Parigi, dove frequentò la facoltà di arte della Sorbona, studiando anche psicologia, educazione civica e sociologia. Tornò in Libano nel 1939 e vi continuò gli studi presso l'Università cattolica Saint-Joseph, conseguendo la laurea in giurisprudenza nel 1945. Kamal Jumblatt lavorò come avvocato dal 1941 al 1942 e divenne avvocato ufficiale di Stato per il governo libanese. Il 1º maggio 1948 sposò May Arslan, figlia dell'emiro druso Shekib Arslan, dalla quale ebbe il figlio Walid Jumblatt.

### Carriera politica
Kamal fece il suo esordio in politica nel 1943, dopo la morte di Hikmat Jumblatt. Fu eletto deputato del Monte Libano nel settembre del 1943. Si unì al partito del Blocco Costituzionale, il partito di Bishara al-Khuri. Nel 1946 divenne ministro dell'economia, dell'agricoltura e degli affari sociali. Nel 1947 fu eletto per la seconda volta deputato al parlamento libanese, ma preferì dimettersi accusando il governo di aver truccato le elezioni legislative. Protestò parimenti contro il presidente al-Khūrī che egli accusava di corruzione e di eccessivo autoritarismo.
Kamal Jumblatt fondò allora il Partito Socialista Progressista il 17 marzo del 1949, il cui statuto fu approvato il 1º marzo dello stesso anno. Il partito adottò posizioni socialiste e laiche e si oppose al carattere confessionale della politica libanese. Jumblatt riunì nel maggio del 1951 a Beirut la prima convenzione dei partiti socialisti arabi. Lo stesso anno fu rieletto per la terza volta deputato del Monte Libano.
Nell'agosto del 1952 organizzò una conferenza a Deyr el-Qamar in nome del Fronte Socialista Nazionale. Fu per le pressioni di Jumblatt, ma anche per quelle di Emile Boustany, Camille Chamoun, Pierre Eddé e Hamid Farangiyye che il presidente della repubblica Bishāra al-Khūrī decise di dimettersi il 19 settembre 1952. Il generale Fu'ad Shihab, comandante delle Forze armate libanesi, ricevette provvisoriamente il potere presidenziale, in attesa di rimetterlo nelle mani del nuovo presidente regolarmente eletto Camille Chamoun.

### La rivolta del 1958
Nel 1953, Jumblatt è rieletto per la quarta volta deputato. Fonda il Fronte Socialista Popolare nello stesso anno. È grazie a questo partito che i libanesi si oppongono a Camille Chamoun, fautore di una politica marcatamente filo-statunitense e filo-britannica e favorevole alla creazione del Patto di Baghdad, visto dai nazionalisti arabi come uno strumento nelle mani delle Potenze occidentali per seguitare a controllare i paesi arabi del Vicino Oriente.

Dopo l'esplosione della crisi di Suez nel 1956 e l'intervento tripartito franco-anglo-israeliano contro le legittime pretese egiziane di riprendere il pieno controllo del proprio territorio, con la nazionalizzazione della Compagnia del Canale e la chiusura delle basi militari britanniche nel Paese, Jumblatt sostiene Nasser e l'Egitto, mentre Camille Chamoun e una parte dell'élite cristiana maronita sosteneva l'invasione dell'Egitto da parte di Israele, Francia e Regno Unito. Alcuni storici affermano che questa divergenza politica sarebbe stato il primo passo verso l'esplosione più tardi della guerra civile in Libano.
Nel 1957, Jumblatt perde per la prima volta le elezioni legislative, battuto da un componente di spicco della famiglia Hamadé, Farīd, avversaria tradizionale dei Jumblatt.

Due anni dopo è tuttavia il leader di un importante sollevamento popolare contro il presidente Chamoun: sollevamento contrassegnato da combattimenti nelle strade e da attacchi contro le forze dell'ordine. Non mancava tra i dimostranti chi era favorevole addirittura all'ingresso del Libano nella Repubblica Araba Unita, da poco formata dall'Egitto di Nasser e dalla Siria, ma le radici delle contestazioni erano prevalentemente di natura interna. Il presidente Chamoun invocò nell'occasione l'applicazione della cosiddetta «dottrina Eisenhower», che prevedeva l'auto-attribuito diritto degli Stati Uniti di inviare i suoi Marines in difesa di una qualsivoglia democrazia dai tratti squisitamente occidentali.

Fu Fu'ad Shihab che, approfittando della relativa calma derivante dallo sbarco dei Marines a Beirut, fu eletto Presidente della Repubblica. Riporterà abilmente, e col generale consenso dei contendenti, la pace nel Paese.

### Unità dell'opposizione
Jumblatt ha presieduto nel 1960 la conferenza dei Popoli afro-asiatici, e ha fondato nello stesso anno il Fronte di lotta nazionale (FLN), un movimento di cui facevano parte numerosi deputati nazionalisti. Quell'anno stesso fu rieletto deputato e l'FLN ottenne undici seggi in seno al parlamento libanese.
Divenne ministro per la seconda volta, dal 1960 al 1961, ricoprendo il dicastero dell'Educazione nazionale (vale a dire dell'Istruzione), e quello del Lavoro a partire dal 1961. Dal 1961 al 1964 fu anche ministro dell'Interno.
L'8 maggio 1964 è eletto per la sesta volta deputato. Nel 1965 si unisce ai nazionalisti arabi e ai politici progressisti per creare il Fronte delle personalità nazionaliste.

Nel 1966 è nominato ministro del lavoro e delle Poste e telecomunicazioni, sotto la presidenza di Charles Helou (maronita). Rappresenta poi il suo Paese al Congresso di solidarietà afro-asiatico e presiede una delegazione parlamentare in visita ufficiale in Cina.
Per ragioni ideologiche e morali sostiene la lotta dei palestinesi contro Israele, ma gode anche del sostegno dei palestinesi che vivono nei campi profughi del Libano.

La presenza in Libano di centinaia di migliaia di rifugiati palestinesi irrita notevolmente alcuni partiti cristiani (che temono una brusca alterazione dei rapporti numerici che regolamentano le relazioni tra cristiani e musulmani, in grado di mettere in discussione il Patto Nazionale), e Jumblatt s'impegna a creare un nocciolo duro dell'opposizione, fino ad allora riunita intorno a ormai slogan nazionalisti arabi.
Esigendo un nuovo ordine libanese basato sul secolarismo, sul socialismo, sull'arabismo e sull'abolizione dell'inadeguato sistema politico confessionale, Jumblatt riesce a radunare nel suo movimento sunniti, sciiti, drusi e cristiani progressisti.

### Verso la guerra civile
Il 9 maggio 1968 è rieletto per la settima volta deputato. Nel 1970 è ancora nominato ministro dell'Interno e, in tale veste, legalizza il Partito Comunista Libanese e il Partito Nazionalista Sociale Siriano. Nel 1972, l'URSS gli attribuisce il Premio Lenin per la pace. Lo stesso anno è eletto per l'ottava volta al Parlamento libanese (l'Assemblea nazionale) e l'anno dopo è eletto all'unanimità segretario generale del Fronte Arabo, un movimento che sostiene l'azione palestinese.
Negli anni settanta, la comunità maronita è la principale beneficiaria del sistema confessionale libanese. Kamāl e altri esponenti musulmani si sentono sotto-rappresentati se non di fatto esclusi dai gangli decisionali più importanti del sistema. Le forze d'opposizione domandano una più adeguata rappresentatività nell'apparato governativo libanese, auspicando un impegno meo etereo del Libano nel mondo arabo.
L'opposizione e i suoi avversari (principalmente cristiani) costituiscono a quel punto milizie armate (alcune già le avevano organizzate, anche se solo su base familiare, come le Falangi Libanesi). Jumblatt stesso aveva organizzato il suo PSP come milizia armata per proteggere la comunità drusa dello Shuf e, di fatto, essa divenne la componente meglio addestrata del Movimento Nazionale Libanese. Era una coalizione di sinistra, che esigeva l'abbandono del confessionalismo in politica e una maggior rappresentanza nel governo. Il MNL fu raggiunto dai palestinesi e mantenne buone relazioni con l'OLP di ʿArafāt.

### La guerra civile
Nel 1975, all'inizio della guerra civile, Kamal Jumblatt era uno dei principali membri di una coalizione di partiti, definita "progressista islamica".
Nell'agosto del 1975, egli stabilì un programma politico per porre fine al confessionalismo in Libano, mettendo in discussione la legittimità del governo libanese.
Dal 1975 al 1976, Jumblatt controllava, con l'aiuto dell'OLP, il 70% circa del Libano e si oppose con tutte le forze all'intervento nel paese della Siria del dittatore Hafiz al-Asad nel 1976, all'epoca alleato dei maroniti.

### Assassinio
Il 16 marzo del 1977, Kamal Jumblatt fu assassinato a cento metri da un posto di blocco siriano, probabilmente su istigazione siriana. I sospetti colpirono principalmente sul Partito Nazionalista Sociale Siriano e sul Partito Ba'th (al potere in Siria). Suo figlio Walid Jumblatt prese allora il suo posto.
Nel 2005, Walīd Jumblatt accusò senza mezzi termini i servizi segreti siriani d'aver pianificato e fatto eseguire l'omicidio del padre, a 30 anni circa dall'alleanza contratta da Kamāl Jumblatt con la Siria.
Nel giugno del 2005, George Hawi, segretario generale del Partito Comunista Libanese, compagno di guerra di Walīd Jumblatt, ha accusato su Al-Jazeera la Siria, e più particolarmente Rifa'at al-Asad, fratello di Hafiz al-Asad, di essere dietro l'assassinio di Kamāl Jumblatt. In Libano è assai diffusa l'idea che la Siria sia dietro l'omicidio di Hawi, che avvenne pochissimi giorni dopo tali dichiarazioni. Gli antichi collaboratori della Siria si rivoltano contro di essa, liberati ormai dalle forti prese di posizione degli Stati Uniti e della Francia che hanno prodotto risoluzione n. 1559 del Consiglio di Sicurezza dell'ONU e dal loro sostegno assicurato al movimento "14 marzo", nato sulla spinta emotiva dell'assassinio del primo ministro libanese Rafiq Hariri, organizzato dai servizi segreti siriani, secondo gli elementi raccolti dalla Commissione d'inchiesta voluta dal Consiglio di Sicurezza delle Nazioni Unite.